# Xylotrechus albolatifasciatus
Xylotrechus albolatifasciatus là một loài bọ cánh cứng trong họ Cerambycidae.